# SETA Corporation
SETA Corporation (株式会社セタ Kabushiki-Gaisha Seta) (Super Entertainment and Total Amusement) — японская компания существовавшая в 1985—2009 годах. Издатель видеоигр для Nintendo Entertainment System, Super Nintendo Entertainment System, других игровых платформ и аркадных автоматов. Штаб-квартира студии располагалась в Кото (район Токио).

## История
Студия была основана 1 октября 1985 года. Закрыта 23 января 2009 года. Решение о закрытии студии было принято Aruze Corp в декабре 2008 года из-за ухудшения экономической ситуации в Японии вызванного международным финансовым кризисом.

## Игры
- The Adventures of Tom Sawyer[англ.] (1989, NES)
- Formula One: Built to Win (1990, NES)
- Star Soldier: Vanishing Earth (1998, аркадный автомат Aleck 64)
- Bio Force Ape (отменена), NES